# نووه کوزره
نووه کوزره (به لاتین: Nowe Kozery) یک روستا در لهستان است که در گمینا گروجیسک مازوویتسکی واقع شده‌است. نووه کوزره ۳۷۰ نفر جمعیت دارد.